# Asedio de Kanegasaki (1570)
El asedio de Kanegasaki (金ヶ崎の戦い Kanegasaki no Tatakai?) tuvo lugar en 1570, durante la lucha de Oda Nobunaga en contra del clan Asakura en la provincia de Echizen. Kinoshita Hideyoshi, uno de los principales generales de Nobunaga, lideró el ataque contra la fortaleza. Después de su caída, el ejército de Nobunaga peleó una importante batalla en Anegawa.